# Deion Harris
Deion Harris (* 18. Dezember 1995 in Hibbing, Minnesota) ist ein US-amerikanischer American-Football-Spieler auf der Position des Cornerbacks.

## Werdegang
Harris besuchte die Hibbing High School in Hibbing, Minnesota. Als Senior war er als Quarterback in der Offensive und als Safety in der Defensive aktiv. In seinen letzten beiden Highschool-Jahren wurde er jeweils in das All-Conference Team berufen. Am National Signing Day im Februar 2014 wurde er als Rekrut der North Dakota Fighting Hawks vorgestellt, nachdem er sich bereits im Dezember verbal für die Universität verpflichtet hatte. Bereits in seiner Freshman-Saison kam Harris als Reservespieler auf der Position des Cornerbacks sowie in den Special Teams in allen zwölf Spielen zum Einsatz. Als Sophomore war er gesetzt und begann alle Spiele aus der Startformation. Mit 12 Pass-Break-ups erzielte er die meisten abgewehrten Pässe in der Division-I-Ära der Fighting Hawks. In seinem Junior-Jahr 2016 verzeichnete er 36 Tackles und neun Pass-Break-ups. Seine fünf Interceptions stellten zudem den Bestwert innerhalb der Big Sky Conference dar. Daraufhin wurde er von AFCA und AP in das FCS All-American sowie in das erste All-Big Sky Conference Team gewählt. Im Juli 2017 riss sich Harris die Achillessehne, weshalb er ein Jahr als Medical Redshirt aussetzte und 2018 sein letztes College-Jahr spielte. Dabei verzeichnete er 24 Tackles und sieben Pass-Break-ups.
Nachdem er vor seiner Verletzung noch als Draftpick gehandelt worden war, wurde er 2019 im NFL Draft von keinem Franchise ausgewählt. Im Frühling nahm er an einem Minicamp der Green Bay Packers teil, ehe er im Mai 2019 von den Washington Redskins (inzwischen Washington Commanders) verpflichtet wurde. In der Preseason kam er in vier Spielen zum Einsatz und erzielte dabei acht Tackles und vier Pass-Break-ups. Am 30. August wurde Harris im Rahmen der finalen Kaderzusammenstellung von den Redskins entlassen. Anschließend wurde er in den Practice Squad aufgenommen, aus welchem er am 8. Oktober wieder entlassen wurde.
In der XFL-Saison 2020 stand Harris bei den DC Defenders unter Vertrag. In der vierten Spielwoche debütierte er in der XFL, die anderthalb Wochen später ihren Spielbetrieb aufgrund der Covid-19-Pandemie einstellte. In zwei Spielen hatte Harris fünf Tackles erzielt. Im April 2022 gaben die Toronto Argonauts aus der Canadian Football League (CFL) die Verpflichtung von Harris bekannt. Harris kam für das Team in der Preseason zum Einsatz und fing dabei eine Interception. Er wurde vor Saisonbeginn entlassen.
Für die ELF-Saison 2023 unterschrieb Harris einen Vertrag bei den Hamburg Sea Devils aus der European League of Football (ELF). Am zweiten Spieltag fing Harris gegen Rhein Fire seine erste Interception in der ELF. Nach der fünften Spielwoche wurde Deion Harris auf die Inured Reserve List gesetzt. Zuvor hatte er 19 Tackles, sechs Pass-Break-ups und drei Interceptions (ein Touchdown) erzielt.

## Privates
Harris ist der Sohn des ehemaligen NFL-Athleten Johnnie Harris.